# Blagovésxenka
Blagovésxenka (en rus: Благовещенка) és un poble de l'óblast de Kémerovo, a Rússia, que el 2019 tenia 1.147 habitants, pertany al districte de Mariïnsk.